# Chen Tuan
Chen Tuan (陳摶) (nascut cap a l'any 871 i mort el 25 d'agost del 989), fou un gran savi del taoisme. Provinent de la província de Henan, practicava els exercicis de respiració i el dejuni. Fou cridat a la cort per l'emperador Shizong dels Zhou posteriors, que volia informar-se sobre els secrets de l'alquímia taoista i la immortalitat, Chen Tuan li va respondre que faria millor d'informar-se sobre l'art de governar. Expert en el llibre Yi Jing, ha influït en el neoconfucianisme.
Se'l reconeix com el creador del sistema kung fu Liuhebafa ("Sis harmonies i vuit mètodes"). Juntament amb aquest art intern, també se l'associa amb un mètode de cultiu del txi (energia) conegut avui com a governant de Taiji i un mètode de Daoyin de 24 estacions (Ershisi shi daoyin fa) utilitzant exercicis asseguts i de peu dissenyats per prevenir malalties que es produeixen durant els canvis estacionals durant tot l'any.

## Denominacions
Tenia com a nom social Tunan 圖南 i se sobrenomenava Fuyaozi 扶搖子, Baiyun xiansheng 白雲先生 "Núvol blanc", o Xiyi xiansheng 希夷先生 ("el que no veu ni sent res"). Promotor d'un qigong de la son, és també anomenat l' Ermità que dorm o l' "Immortal que dorm". En xinès, també se'l coneix respectuosament com a el "vell ancestre Chen Tuan" (陳 摶 老祖 Chén Tuán Lǎozǔ) i el "mestre ancestral Xiyi" (希夷 祖師 Xīyí Zǔshī).
De vegades, la tipografia "Tuan" (摶) es confon amb una altra d'aspecte molt similar "Bo" (搏), de manera que el nom de vegades és erròniament romanitzat com a Chen Bo o Chen Po.

## Biografia
Poc se sap sobre la seva vida, ni quan i ni on va néixer. Es creu que va néixer cap al final dels períodes de les Cinc dinasties i Deu regnes (907 dC - 960 dC) i l'inici de la dinastia Song (960 dC - 1279 dC), possiblement en el que actualment el xian de Luyi, a la província de Henan. En altres fonts, es diu que va néixer a Zhenyuan de Haozhou (actual província d'Anhui). Chen va ser un nen molt intel·ligent i erudit durant la seva infantesa.
Segons algunes escoles taoistes que el reclamen com a fundador, va viure durant dues dècades en una vida retirada a la Cova de les Nou Sales, a les Muntanyes de Wudang, tot i que sovint va viatjar. Al primer any del període Xiande de la dinastia Zhou posterior (954) se sap que vivia al Mont Hua, una de les cinc muntanyes sagrades de la Xina.
La història explica que Chen Tuan havia planificat una carrera a la cort imperial, però va abandonar l'examen de l'estat i es va convertir en un ermità savi. Així, com a estudiant, fou en expert en els clàssics confucians, la història i les teories de diverses escoles de pensament. Entre els clàssics confucians, li agradava sobretot el Yi jing (Llibre dels canvis). A part dels clàssics, es deia que debatia sobre els principis mèdics, l'astronomia i la geografia i també era famós pels seus poemes. Com a important mestre sobre les doctrines taoistes, de les que va ser un pioner en l'escola confuciana de la filosofia idealista de les dinasties Song i Ming, va tenir una profunda influència en les generacions posteriors.

### Reconeixement
Després d'haver rebutjat les ordres i els edictes de l'emperador, l'emperador Taizong de la dinastia Song li va concedir el títol de "Mestre Xi Yi" (Mestre dels Inaudibles i Invisibles). Durant el primer any del període Duangong (988), Chen va enviar els seus deixebles a tallar una cambra de pedra a la vall de Zhao Chao (més tard rebatejada com a vall de Xi Yi). Aleshores, Chen Tuan va presentar un informe a la cort imperial amb la següent nota: "Moriré aviat. Estic a punt de sortir, actualment em transformo a la vall de Zhang Chao al peu del cim del lotus el dia 22 del desè mes del calendari lunar". Quan va morir, es va posar les galtes entre les mans i els seus trets facials van romandre inalterats.
Han circulat moltes històries de Chen Tuan i es diu que "Vaga i no mostra cap preocupació pels beneficis mundans". Tanmateix, malgrat moltes històries místiques i misterioses, es reconeix que Chen mostrà compassió per la gent corrent. Per això és profundament respectat per la gent senzilla. Aquest savi taoista va ser considerat l'encarnació del suprem Senyor Lao i va rebre el sobrenom de “ancestre envellit”, símbol del taoisme del Mont Hua.